# ریکی نلسون
ریکی نلسون (انگلیسی: Ricky Nelson؛ زاده ۸ مهٔ ۱۹۴۰ درگذشته ۳۱ دسامبر ۱۹۸۵) موسیقی‌دان اهل ایالات متحده آمریکا بود. وی بین سال‌های ۱۹۴۹ تا ۱۹۸۵ میلادی فعالیت می‌کرد.
از فیلم‌هایی که وی در آن نقش داشته‌است می‌توان به ریو براوو و عشق و بوسه‌ها اشاره کرد.
ریکی نیلسون در تاریخ 31 دسامبر 1985 در اثر سقوط هواپیمای اختصاصی داگلاس دی‌سی-۳ به همراه شش عضو گروه موسیقی خود  در نزدیکی دیکلب، تگزاس کشته شد .